# 克林顿 (南卡罗来纳州)
克林顿（英文：Clinton），是美国南卡罗来纳州下属的一座城市,该市位于劳伦斯县 （页面存档备份，存于）, 城市类型是“City”。其面积大约为9.94平方英里（25.75平方公里）。根据2010年美国人口普查，该市有人口8,490人，人口密度约为每平方英里853.87人（约合每平方公里329.69人）。

## 历史
克林顿最初为苏格兰-爱尔兰移民定居点，早在1745年左右便有人来此地定居，并于1852年形成城镇，以劳伦斯县亨利•克林顿•杨律师的名字来命名，杨也是克林顿的街道布局的设计师。
克林顿市被列在国家史迹名录上的地点包括克林顿商业与历史街区、邓肯溪长老会教堂和索恩维尔-长老会学院历史街区。

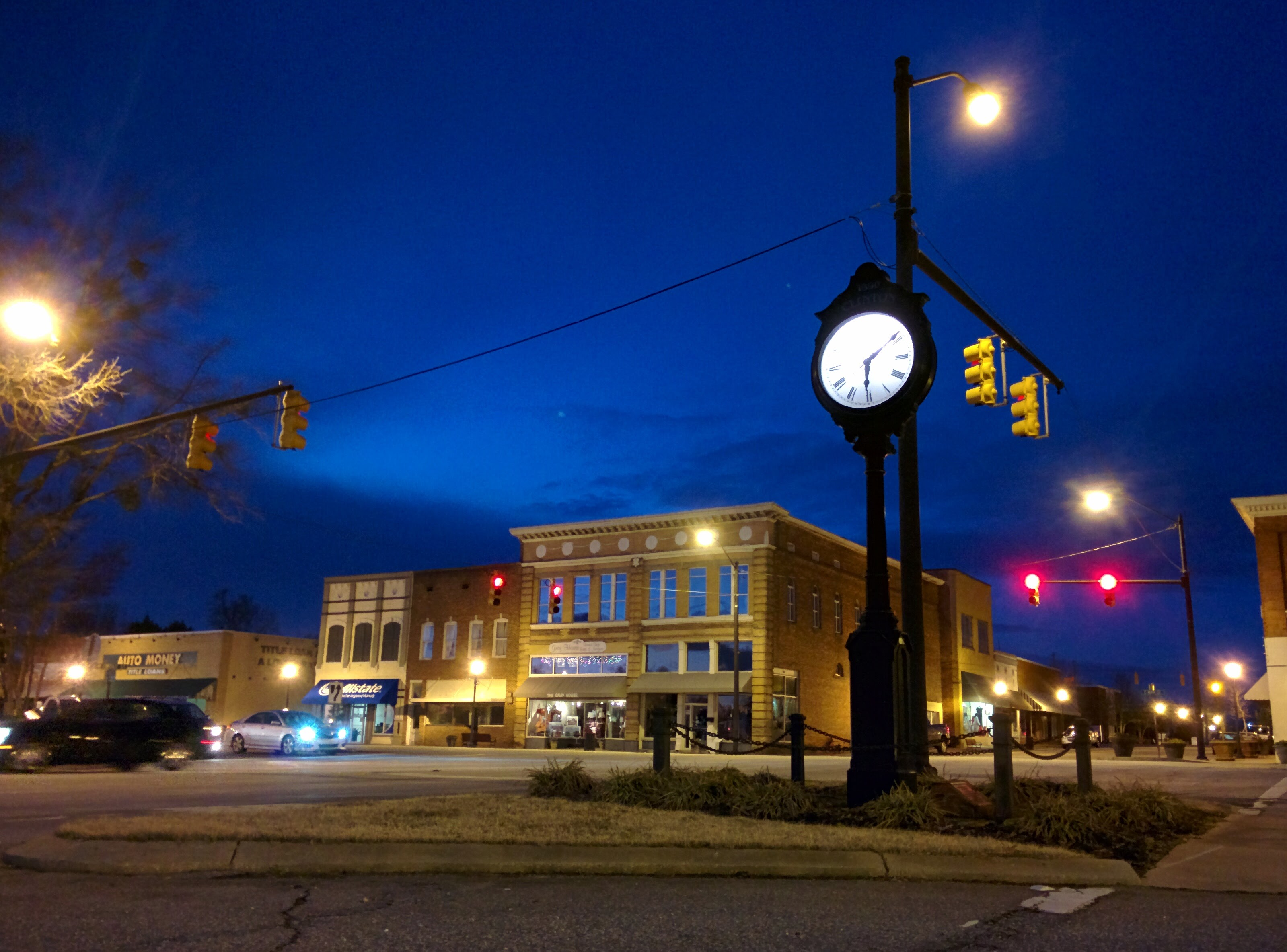
克林顿市中心

## 地理
该市的位置为（34°28′17″N 81°52′30″W (34.471257, -81.875023）。根据美国人口调查局数据，克林顿市占地9.1平方英里（约24平方公里），水域面积极小。

## 人口统计
根据2000年的人口统计，克林顿市共有2,683户居民，总计8091人，人口密度为889.7人/平方英里（343.7人/平方公里），居民住房密度为331.1所/平方英里（127.9所/平方公里）。种族构成为60.31%为白种人，37.98%非洲裔美国人，0.95%拉丁美洲裔，0.21%土著美国人，0.27%亚裔，0.02%太平洋岛民，0.46%其他族群和0.74多族群人口。根据2009年人口统计，该市当年人口已增长到8，923人。
克林顿市共有2,683个居民户，其中，29.1%的有未成年子女，35.7%为无子女婚姻家庭，21.9%为女性单身（或单亲）家庭，37.9%的为非家庭户型，15.2%的有65岁或以上年龄的老人。平均每户2.39人，平均每个家庭为3.05人。

## 教育
南卡罗来纳州56学区涵盖克林顿市所属的劳伦斯县的南部。克林顿初中和克林顿高中为该市的本地中学。
长老会学院 （页面存档备份，存于）和索恩维尔孤儿院 （页面存档备份，存于）也位于该市，两所机构均为长老会牧师、慈善家威廉•普朗莫•雅各布斯 （页面存档备份，存于）在任克林顿市第一长老会教堂牧师时所创立。

## 媒体

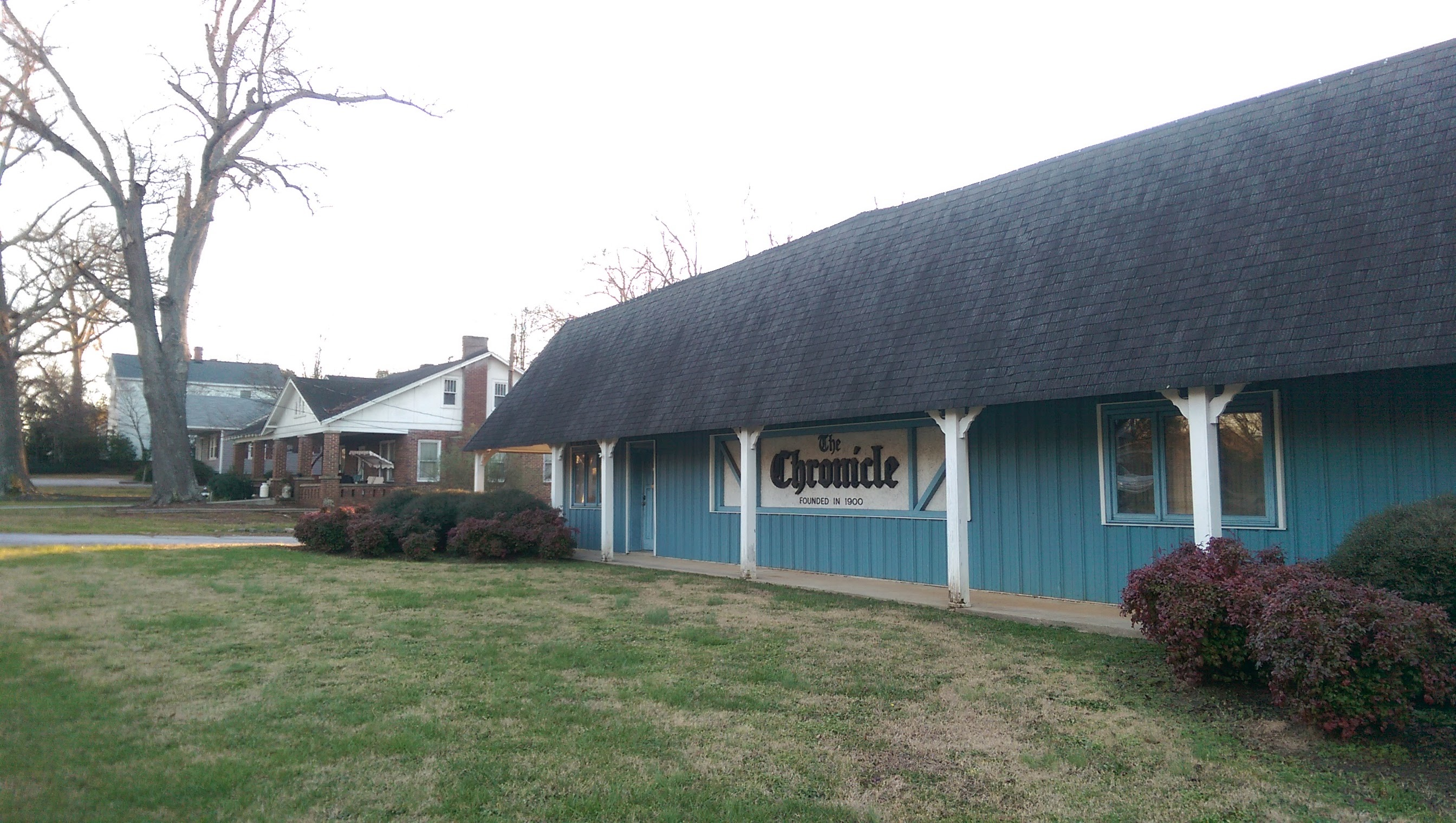
《克林顿纪事报》报社

WPCC （页面存档备份，存于）(1410 AM)为克林顿的广播电台，播送本地或全国体育节目。该市的报纸媒体为《克林顿纪事报》，该报自1900年起每周发行一期。劳伦斯县社会广播频道 (ACCESS 15)是克林顿市的政府承办的有线电视频道，播送新闻、体育和本地生活节目。

## 著名人物
- 奇克•加洛韦 （页面存档备份，存于） （1896-1969），职棒大联盟游击手
- 查理•威尔逊 （页面存档备份，存于） （1905-1970），职棒大联盟游击手，三垒手
- 约翰尼•利多 （页面存档备份，存于） （1905-1998），职棒大联盟运动员街球手
- 加尔•库珀 （页面存档备份，存于）（1922-1994），职棒大联盟投手
- 克劳德•克罗克 （页面存档备份，存于）（1924-2002），职棒大联盟投手
- 亚瑟•史密斯 （页面存档备份，存于）（1921-2014），吉他手、歌词作家